# Mesoregione di Serrana
Serrana è una mesoregione dello Stato di Santa Catarina in Brasile.

## Microregioni
È suddivisa in due microregioni:
- Campos de Lages
- Curitibanos